# Ист Милтон (Флорида)
Ист Милтон (енгл. East Milton) насељено је место без административног статуса у америчкој савезној држави Флорида.

## Демографија
По попису из 2010. године број становника је 11.074.
| Група             | 2000.    | 2010.         |
| Белци             | 0 (0,0%) | 8.076 (72,9%) |
| Афроамериканци    | 0 (0,0%) | 2.164 (19,5%) |
| Азијати           | 0 (0,0%) | 54 (0,5%)     |
| Хиспаноамериканци | 0 (0,0%) | 450 (4,1%)    |
| Укупно            | 0        | 11.074        |